# 2023年12月中國大陸

## 12月2日
- 中央廣播電視總台正式發佈2024年中央廣播電視總台春節聯歡晚會的主題，其主題為“龍行龘龘，欣欣家園”[1]。

## 12月12日
- 成都地铁被诬陷偷拍案原告败诉，法院认为影响扩大是原告责任。[2]

## 12月14日
- 北京地铁昌平线突发列车车厢脱钩事故，30人受伤。[3]

## 12月15日
- 中华人民共和国商务部发布商务部公告2023年第51号，公布对台贸易壁垒调查结论[4]。

## 12月18日
- 甘肃省积石山县发生地震，造成人员死伤，[5]其中甘肃105人遇难，青海13人遇难。

## 12月19日
- 南京市应急管理局发布《南京金盛百货中央门店火灾事故调查报告》，认定该事件为社会影响较大的责任事故。[6]

## 12月25日
- 山西大同订婚强奸案，男方因强奸罪被判三年有期徒刑，当庭上诉。[7]宣判时，男方律师未到场。[8]